# Dan Claudino
Dan Claudino (ur. 7 października 1996 w Santo André, São Paulo) – brazylijski aktor teatralny, filmowy i telewizyjny.

## Życiorys

### Wczesne lata
Dan Claudino urodził się 7 października 1996 roku w Santo André w São Paulo w Brazylii jako syn Rity Claudino i Claudio Francisco. Dan jest środkowym dzieckiem z pięciorga rodzeństwa: brata bliźniaka, młodszego brata, starszego brata i siostry. Kiedy Dan miał 11 lat, zaczął uczęszczać do szkoły teatralnej dla aktorów teatralnych, gdzie rozpoczął karierę artystyczną, grając w krótkich produkcjach teatralnych. W 2013 roku, w wieku 15 lat, Dan zagrał w swoim pierwszym profesjonalnym przedstawieniu scenicznym Mistério na Sala de Ensaio e Outras Histórias grając Célio.

### Kariera
Dan Claudino zagrał w kilku filmach, w tym Tem Alguém em Casa? (2022), jako Airton, dEus (2022), jako Gustavo Silva Rossi, Amor à Terceira Vista (2022), w roli Léo, Pule ou Ocorrência às 4h48 (2020), filmowa adaptacja sztuki o tym samym tytule, nagrana w domu z powodu pandemii Covid-19, oraz Flores Secas (2017) , gdzie zagrał Frederico „Fred”, podwójną rolę ze swoim bratem bliźniakiem Davi Claudino.
W 2014 roku Dan zagrał w trzecim odcinku miniserialu telewizyjnego Extremos da Cidade (2014), w którym opowiada o znaczeniu produkcji artystycznej w São Paulo w Brazylii. Wystąpił także i wyreżyserował kilka teledysków, w tym Grupo Aspas: Vem Mudar o Teu Futuro (2014), Grupo Aspas: Avulso (2014), Grupo Aspas: Precoce (2014), Y3ll & Sloope: Sonhoz (2019) i Leo Lotho: Olhar (2019).
Jego wcześniejsze dokonania teatralne to À Deriva (2019), O Último Carro (2018), The Balcony (2017), 4.48 (2016-2017), Adolescer Indefinido (2016), O Casamento de Mané Bocó (2015), Histórias de bobos, bocós, burraldos e paspalhões (2014-2016), jego najbardziej udane dzieło, występował w różnych miastach stanu São Paulo i zdobył liczne nagrody, Jovens Opressores (2014), Aquela Água Toda (2014) w reżyserii Cacá Carvalho i nie tylko. Dan wyreżyserowała także komedię Pule ou Ocorrência à 4h48 (2019), w której zagrała Margô. Ta praca zdobyła nagrodę do wyprodukowania.

## Życie osobiste
Dan mieszka w São Paulo i napisał horror zatytułowany O Assassino da Esquina. Uzyskał tytuł licencjata w dziedzinie sztuk performatywnych uzyskany w National Commercial Learning Service (SENAC/SP) i studiuje film na Uniwersytecie Anhembi Morumbi.

## Filmografia

### Filmy
- 2017: Flores Secas jako Frederico „Fred”
- 2020: Pule ou Ocorrência às 4h48 jako Margô
- 2022: dEus jako Gustavo Silva Rossi
- 2022: Amor à Terceira Vista jako Léo
- 2022: Tem Alguém em Casa? jako Airton
- 2023: Is There Anyone Home? jako Ashton
- 2024: O Dia Que Tropecei Em Mim e Percebi Que Era Pó jako Juliano

### Seriale TV
- 2014: Extremos da Cidade jako Samego siebie